# Bernoullivergelijking
De Bernoullivergelijking, genoemd naar de opsteller Jakob Bernoulli, is een niet-lineaire differentiaalvergelijking van de eerste orde van de vorm:
{\displaystyle y'+P(x)y=Q(x)y^{n}},
waarin {\displaystyle n} gewoonlijk een natuurlijk getal is ongelijk aan 0 en 1. De oplossing bestaat echter ook voor {\displaystyle n} een  reëel getal, mits de oplossing {\displaystyle y} beperkt is tot positieve functies  
De Bernoullivergelijking kan worden herleid tot een lineaire differentiaalvergelijking van de eerste orde, waarvan de oplossing slechts twee kwadraturen omvat.

## Geschiedenis van de vergelijking
In mei 1690 toonde Jakob Bernoulli (1654-1705) in een geschrift, gepubliceerd in de Acta Eruditorum, aan dat het probleem van de isochroon equivalent is met het oplossen van een niet-lineaire differentiaalvergelijking van de eerste orde. De isochrone of tautochrone kromme is een kromme waarlangs een wrijvingsloos deeltje in een zwaartekrachtveld naar het laagste punt van zijn baan beweegt in een vaste tijd onafhankelijk van de hoogte van het beginpunt. Dit probleem was reeds bestudeerd door Christiaan Huygens in 1687 en door Leibniz in 1689. Bernoulli leidde de differentiaalvergelijking af waaraan deze kromme moet voldoen en loste deze op met een methode die we tegenwoordig scheiding van de variabelen noemen. Het genoemde geschrift is van belang voor de geschiedenis van de infinitesimaalrekening, omdat hij daarin het begrip integraal voor het eerst in de betekenis van primitieve functie gebruikte. Het was ook de eerste keer dat de vergelijking van de baan beschreven door een deeltje werd gevonden via een vergelijking die de afgeleide van die baan bevat, in plaats van door een analyse van zijn geometrische eigenschappen.
In 1696 gaf Bernoulli de oplossing van de differentiaalvergelijking die we nu de Bernoullivergelijking noemen.

## Algemene oplossing
Voor {\displaystyle y\not \equiv 0} gaat de vergelijking door de substitutie:
{\displaystyle z={\frac {1}{y^{n-1}}}}
over in:
{\displaystyle -{\frac {1}{n-1}}z'+P(x)z=Q(x)},
een lineaire differentiaalvergelijking van de eerste orde. Er zijn twee kwadraturen nodig om deze vergelijking op te lossen.

### Opmerking
Voor {\displaystyle n=2} luidt de Bernoullivergelijking:
{\displaystyle y'+P(x)y=Q(x)y^{2}},
een bijzonder geval van de Riccativergelijking.

## Voorbeeld
De niet-lineaire, niet-homogene differentiaalvergelijking van de eerste orde
{\displaystyle x(1+x\cdot y^{2})y'+y=0},
is niet direct in de vorm van de Bernoullivergelijking.
Dit is zeker geen totale differentiaal en de vergelijking kan niet opgelost worden door scheiding van de veranderlijken. Als we {\displaystyle x} echter opvatten als functie van {\displaystyle y}, krijgen we een vergelijking in de vorm van de Bernoullivergelijking:
{\displaystyle x+x^{2}y^{2}+y{\frac {\mathrm {d} x}{\mathrm {d} y}}=0}
die, zoals bij de algemene oplossing beschreven is, door de substitutie {\displaystyle z=1/x} overgaat in:
{\displaystyle z'-{\frac {1}{y}}z=y}
Deze lineare differentiaalvergelijking heeft de particuliere oplossing
{\displaystyle z_{P}(y)=y^{2}}
en de homogene vergelijking
{\displaystyle z'-{\frac {1}{y}}z=0}
heeft als oplossingen:
{\displaystyle z(y)=Cy},
zodat
{\displaystyle x={\frac {1}{Cy+y^{2}}}}